# Asya Branch
Asya Danielle Branch 
(Booneville, Misisipi, Estados Unidos; 5 de mayo de 1998) es una modelo y reina de belleza ganadora de Miss USA 2020. Representó a Estados Unidos en Miss Universo 2020.

## Biografía
Asya Branch nació el 5 de mayo de 1998 en Booneville, Misisipi, Estados Unidos. Es estudiante de la Licenciatura de Marketing y Comunicación en la Universidad de Misisipi. Se convirtió en la primera mujer de Misisipi en ser coronada como Miss USA, así como en la primera  mujer afroamericana en ganar Miss Misisipi.
En 2018, mientras portaba el título de Miss Misisipi, asistió a un mitin del entonces presidente de los Estados Unidos, Donald Trump, para cantar el himno nacional de su país. Tras su coronación como Miss USA 2020, salió a relucir el tema de este evento en el cual asistió, por lo que fue duramente criticada por la parte opositora de este. Finalmente declaró que durante su reinado como Miss Misisipi, se encontraba bajo un contrato en el cual tendría que cumplir con las actividades que se le pidiera realizar, y entre ellas se encontraba cantar el himno nacional de los Estados Unidos en el mitin del presidente Donald Trump.
Actualmente se desempeña como empresaria bajo su propia línea de maquillaje llamada Branch Beauty.

## Concursos de belleza

### Miss America 2018
La noche del 8 de septiembre de 2019, se llevó a cabo la final de la edición número 92 del concurso Miss America, en donde representó al estado de Misisipi sin éxito alguno, ya que durante la noche no logró avanzar al cuadro de las finalistas.

### Miss USA 2020
La noche del 9 de noviembre de 2020 se realizó  la 69.ª edición del certamen Miss USA  en Graceland en Memphis, Tennessee, en donde Asya de Missisipi resultó   ganadora, siendo coronada Cheslie Kryst, Miss USA 2019 de Carolina del Norte, convirtiéndose en la primera ganadora en la historia del Estado de Misisipi.

### Miss Universo 2020
Representó a Estados Unidos en Miss Universo 2020 obteniendo top 21.